# 酢昆布

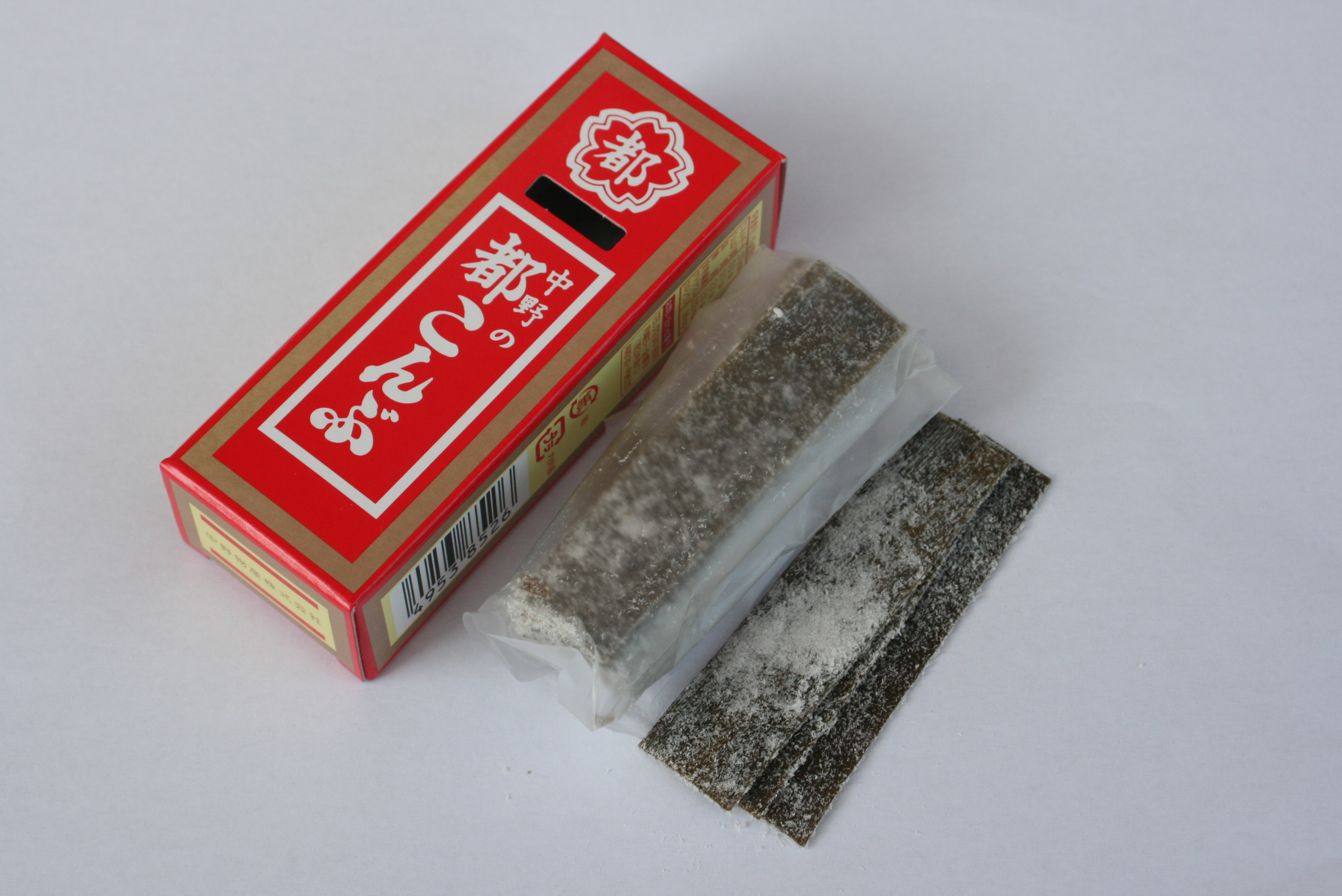
中野の都こんぶ

酢昆布（すこんぶ）とは、酢をベースにした調味料で味を付けた昆布の事。駄菓子の一種である。おつまみなどにも用いられる。
日本での有名な銘柄としては、中野物産の「中野の都こんぶ」などがある。

## 酢の役割
酢昆布における酢の役割は主として次の2つが挙げられる。1つは調味するためである。昆布に酸味を付け、食欲増進させるのである。もう1つは昆布を柔らかくするためである。酢酸などの有機酸には昆布の主成分であるアルギン酸を軟化させる作用がある。

## 出来事
1972年、酢昆布などを食べた後に顔面が痺れたなどの訴えが東京都内の保健所に相次いだ。東京都が25業者の商品を調査したところ、半分以上から重量比で10%-45%という多量のグルタミン酸ソーダが検出された。このことから東京都はグルタミン酸ソーダの使用量を3%以下に抑えるよう指導を行っている。

## 主な製造会社
- 中野物産
- 都水産 - 1918年に「山口の都こんぶ」を発売[3]。
- 近畿食品
- なとり
- 上田昆布